# Svejsning
Svejsning er en proces, hvor to materialer sammenføjes ved sammensmeltning enten i form af en elektrisk lysbue eller ved andre metoder.
Svejsning benyttes især til sammenføjning af metaller og termoplast. Blandt metallerne er stål langt det største materiale efterfulgt af aluminium. Ved svejsning kan der indgå et tredje materiale, tilsatsmateriale, der sammen med de to grundmaterialer danner en legering i svejsefugen.
I svejsning sker der opsmeltning af grundmaterialerne, hvilket ikke finder sted ved lodning og slaglodning.

## Svejseprocesser

### Autogensvejsning
Ved autogensvejsning (gassvejsning) anvendes en brænder, som almindeligvis får tilført en blanding af ilt (O2) og acetylen (C2H2), som antændes og herved udvikler en svejseflamme, som kan opnå en temperatur på ca. 3.200 Co. Den høje temperatur er i stand til at smelte de fleste materialer.
Ved nedsmeltningen af reparationsområdet på eller i svejseemnet, tilføres tilsatsmaterialer samt flusmiddel. Forskelige svejseoperationer kan udføres efter denne metode. 

### Elektrodesvejsning

#### Afsmeltende elektrode
Det kan enten være, hvad der omtales som elektrodesvejsning eller MMA (Manual Metal Arc)-svejsning, hvor beskyttelsesgassen frigives fra elektroden, når denne smeltes. Elektroden er oftest belagt med en masse, der afgiver gas, når det smeltes som følge af varmen fra kernen, der smelter. Ellers kan det være MIG/MAG-svejsning, hvor beskyttelsesgassen tilsættes på gasform fra trykflasker. Ved MIG-svejsning (Metal Inert Gas) tilsættes argon eller helium, og ved MAG (Metal Active Gas) tilsættes CO2, hvorfor sidstnævnte tit kaldes CO2-svejsning. Ved denne type fremføres elektroden oftest i form af en lang metaltråd, der føres ud gennem en dyse sammen med gas fra flasken.

#### Fast elektrode (TIG-svejsning)
Ved TIG-svejsning (Tungsten Inert Gas)-svejsning, skabes der en lysbue mellem en wolfram-elektrode og grundmaterialet. Under svejsningen tilføres der et tilsatsmateriale i form af en tråd, som kan holdes i hånden, tilsvarende loddetin ved lodning, eller fremføres automatisk. 
Ved denne form for svejsning bruges der argon eller helium som beskyttelsesgas.

### Modstandssvejsning (punktsvejsning)
Modstandssvejsning (punktsvejsning) skabes ved opvarmning gennem elektrisk gennemstømning af kontaktelektroder. 
Varmen til sammensvejsningen skabes gennem direkte kontakt mellem emnerne, der bliver trykket sammen af to elektroder med en typisk elektrodeafstand på 5 til 25 mm, således strømmen løber igennem et forholdsvist lille punkt. Der tilsættes ikke materiale ved denne metode. 
Punktsvejsning er velegnet til sammenføjning af plader og rundstål, da disse emner naturligt skaber et meget lille kontaktpunkt, f.eks. i form af net og rammer. Ved denne fremgangsmåde svejses i punkter i modsætning til fuldsvejsning, hvor hele samlingen udfyldes af svejsesømmen.